# Michelotti Shellette
Der Michelotti Shellette ist ein Strandwagen, der auf der Technik des Fiat 850 basiert. Das Auto wurde von Giovanni Michelotti gestaltet und debütierte 1968. In den folgenden Jahren wurde es in Kleinserie gebaut.
Die Modellbezeichnung nimmt Bezug auf Philip Schell, den Initiator des Projekts.

## Entstehungsgeschichte
Das Konzept des italienischen Strandwagens (Spiagetta) entstand in den frühen 1950er-Jahren. Angeblich ging die Idee auf Gianni Agnelli zurück.
Seit 1954 hatten verschiedene italienische Karosseriebaubetriebe offene, meist türlose Fahrzeuge auf Fiat-Basis entworfen, die fast alle Einzelstücke blieben. Pininfarina hatte für Gianni Agnelli und Henry Ford II bereits 1955 einige als Eden Roc bezeichnete Strandwagen auf der Basis des Fiat 600 Multipla gebaut; weitere Unikate kamen von Fissore (Marinella), Savio und Vignale. Luigi Segre, der Inhaber der Carrozzeria Ghia, erkannte als erster das Marktpotential eines solchen Autos und ließ seinen Designer Sergio Sartorelli einen leicht in Serie zu produzierenden Strandaufbau entwickeln. Sartorelli gestaltete ein offenes Auto mit großem Anteil serienmäßiger Komponenten, das sich gleichermaßen auf der Basis des Fiat 500 wie auch des Fiat 600  verwirklichen ließ. Die Autos wurden von 1957 bis 1966 bei Ghia und OSI gebaut und als Fiat 500 Jolly und 600 Jolly verkauft.
1968 gab der Yachtdesigner Philip Schell bei dem Turiner Designstudio Michelotti ein neu gestaltetes Strandauto in Auftrag, mit dem es das Konzept des Fiat 500 und 600 Jolly aufgreifen und stilistisch modernisieren sollte. Michelotti hatte 1966 mit dem DAF Kini bereits eine Studie für ein Strandauto mit der Mechanik des zeitgenössischen DAF 44 vorgestellt. Dieses Fahrzeug, das sich angeblich zeitweise in den Händen des Niederländischen Königshauses befand, blieb ein Einzelstück, seine Linien, insbesondere der Ausschnitt der Einstiegsöffnungen, beeinflussten aber Michelottis späteren Entwurf für Schell. Technisch unterschieden sich Shellette und Kini; der Entwurf für Schell war auf die technischen Komponenten des Fiat 850 zugeschnitten.
Der Shellette war eines der wenigen Autos, die Michelotti unter eigener Marke bauen und vertreiben ließ.

## Modellbeschreibung

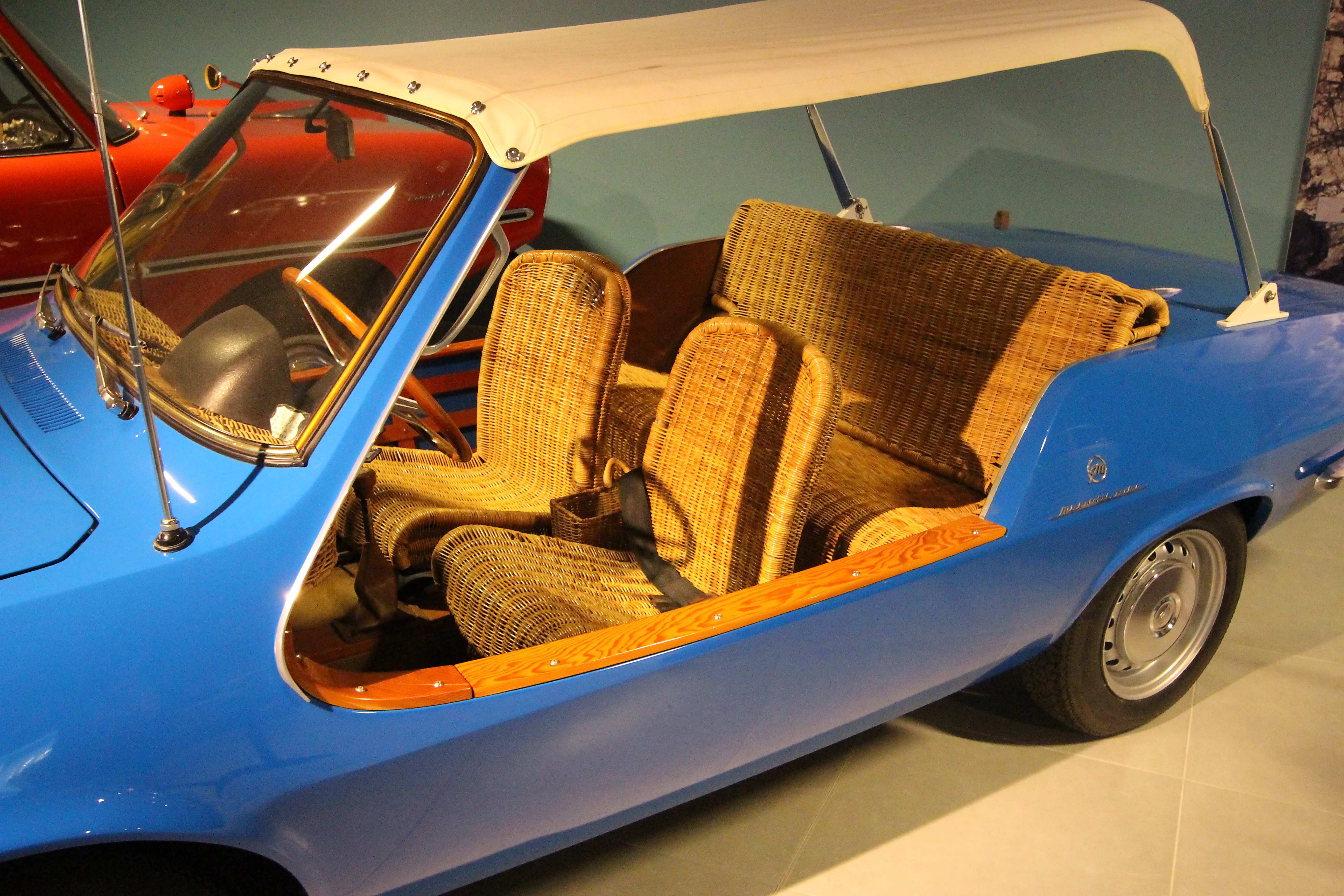
Interieur aus Korbgeflecht

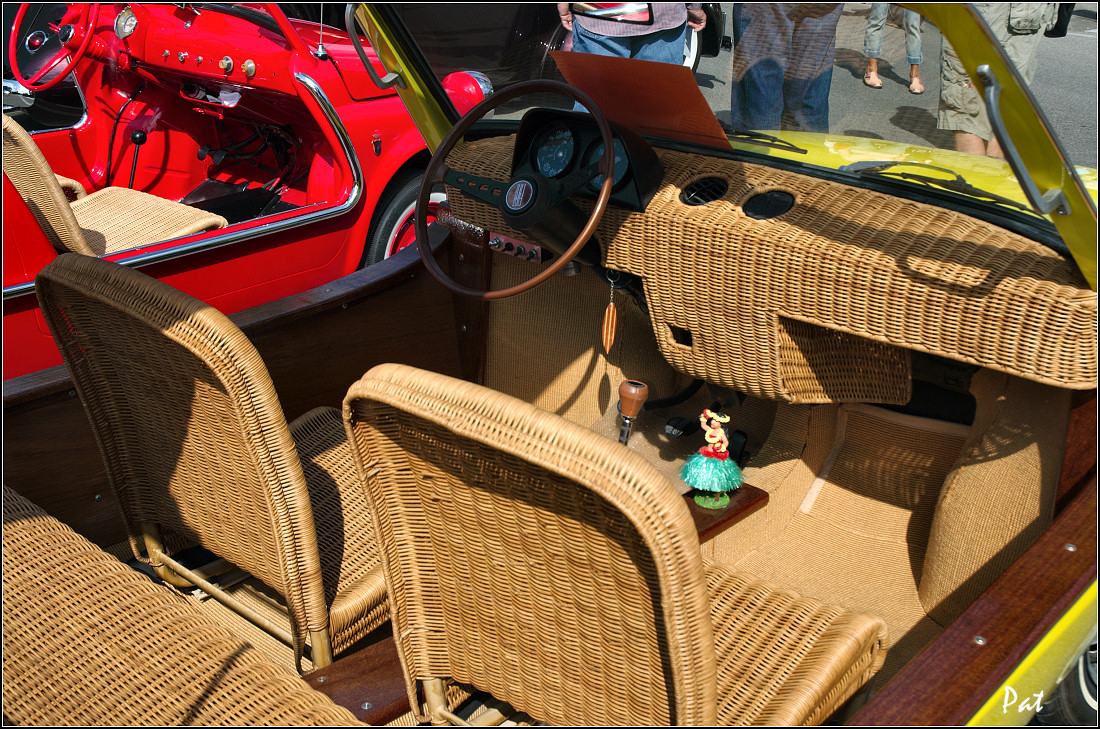
Cockpit

Der Michelotti Shellette ist ein viersitziges offenes Auto ohne Dach, ohne Türen und ohne Seitenverkleidung.
Statt der Türen hat der Shellette tiefe Ausschnitte in den Wagenflanken, die von den Vorder- bis zu den Rücksitzen reichen. Anstelle eines Dachs gibt eine einfache Stoffabdeckung, die an herunterklappbaren Metallstreben befestigt ist. Seitlich ist kein Schutz vorgesehen. Die Windschutzscheibe ist fest installiert und kann nicht wie bei anderen Modellen dieses Segments (Savio Jungla, Citroën Méhari) heruntergeklappt werden. Die Frontmaske des Shellette hat im Gegensatz zu der des Fiat 850 Spider einen senkrechten Abschluss. Vorn sind zwei Rundscheinwerfer installiert. Für die Heckpartie orientierte sich Michelotti am 850 Spider, allerdings sind beim Shellette die runden Rückleuchten der 850 Limousine eingebaut. Vorn gibt es zwei Einzelsitze, hinten eine Sitzbank. Alle Sitzflächen bestehen – wie bei Ghias Jolly-Modellen aus Basis von Fiat 500 und 600 – aus Korbgeflecht; auch das Armaturenbrett der Shellette mit aufgesetztem Kunststoff-Armaturenträger ist daraus gemacht.
Technische Basis des Shellette ist der Fiat 850 Spider, von dem Michelotti Bodengruppe mit den Radaufhängungen übernahm. Der Motor, ein Reihenvierzylinder-Ottomotor aus dem 850 Coupé mit 843 cm³ Hubraum, leistet 36 kW (49 PS). Er ist hinter der Hinterachse eingebaut und treibt über ein handgeschaltetes Vierganggetriebe die Hinterräder an.

## Produktion
Der Shellette wurde von 1968 bis in die frühen 1970er-Jahre hinein produziert; vielfach wird 1971 als letztes Produktionsjahr genannt.
Der Produktionsumfang war gering. Die meisten Quellen gehen von 80 Fahrzeugen bzw. von „70 bis 80“ Autos aus. Einzelne Shellettes hatten prominente Eigner. Zu ihnen gehörte zeitweise Jacqueline Onassis.
Es ist nicht wahrscheinlich, dass die Shelletts bei Michelotti selbst gebaut wurden. Michelotti sah sich selbst ausschließlich als Designer und unterhielt erst seit Mitte der 1960er-Jahre eine eigene Werkstatt; sie war allerdings nur auf den Bau von Prototypen ausgerichtet und nicht auf eine Serienfertigung. Deshalb dürfte die Produktion des Shellette an ein unabhängiges Karosseriebauunternehmen ausgelagert worden sein.